# Oberösterreich Rundfahrt
L'Oberösterreich Rundfahrt (in italiano Giro dell'Alta Austria) è una corsa a tappe maschile di ciclismo su strada che si svolge annualmente nel land dell'Alta Austria, in Austria. Organizzato per la prima volta nel 1998 come Internationale Friedens- und Freundschaftstour, fu poi noto anche come Oberösterreich Grand Prix, come Linz-Passau-Budweis e dal 2008 al 2009 come Internationale 3-Länder Tour Linz-Passau-Budweis; dal 2010 fa parte del circuito UCI Europe Tour come gara di classe 2.2.

## Albo d'oro
Aggiornato all'edizione 2025.
| Anno                                             | Vincitore                                      | Secondo                                        | Terzo                                          |
| Internationale Friedens- und Freundschaftstour   | Internationale Friedens- und Freundschaftstour | Internationale Friedens- und Freundschaftstour | Internationale Friedens- und Freundschaftstour |
| ------------------------------------------------ | ---------------------------------------------- | ---------------------------------------------- | ---------------------------------------------- |
| 1998                                             | Tadej Valjavec                                 | Antonio Rizzi                                  | Benoît Volery                                  |
| 1999                                             | Jos Lucassen                                   | Steven Kleynen                                 | Martin Derganc                                 |
| 2000                                             | Torsten Hiekmann                               | Ralph Scherzer                                 | Uroš Silar                                     |
| 2001                                             | Philippe Gilbert                               | Christian Pfannberger                          | Ben Thaens                                     |
| 2002                                             | Stefan Rucker                                  | Rory Sutherland                                | Pierre Therville                               |
| 2003                                             | Thomas Dekker                                  | Vincenzo Nibali                                | Andreas Matzbacher                             |
| 2004                                             | Martin Riška                                   | Jan Faltýnek                                   | Werner Riebenbauer                             |
| 2005                                             | Paul Crake                                     | Markus Eibegger                                | Jakub Kratochvíla                              |
| 2006                                             | Markus Eibegger                                | Michael Pichler                                | Bauke Mollema                                  |
| 2007                                             | Marcel Siegfried                               | Hans Peter Obwaller                            | Petr Benčík                                    |
| Internationale 3-Länder Tour Linz-Passau-Budweis |                                                |                                                |                                                |
| 2008                                             | Markus Eibegger                                | Florian Frohn                                  | Jan Bárta                                      |
| 2009                                             | Raymond Künzli                                 | David Rösch                                    | Martin Schoffmann                              |
| Oberösterreich Rundfahrt                         |                                                |                                                |                                                |
| 2010                                             | Leopold König                                  | Stanislav Kozubek                              | Kristijan Đurasek                              |
| 2011                                             | Petr Benčík                                    | Erik Hoffmann                                  | Reto Hollenstein                               |
| 2012                                             | Robert Vrečer                                  | Martin Schoffmann                              | Riccardo Zoidl                                 |
| 2013                                             | Riccardo Zoidl                                 | Markus Eibegger                                | Jakub Kratochvíla                              |
| 2014                                             | Patrick Konrad                                 | Gregor Mühlberger                              | Paweł Cieślik                                  |
| 2015                                             | Gregor Mühlberger                              | Marcel Meisen                                  | Víctor de la Parte                             |
| 2016                                             | Stephan Rabitsch                               | Nick Schultz                                   | Markus Eibegger                                |
| 2017                                             | Stephan Rabitsch                               | Riccardo Zoidl                                 | Markus Eibegger                                |
| 2018                                             | Stephan Rabitsch                               | Riccardo Zoidl                                 | Patrick Schelling                              |
| 2019                                             | Jannik Steimle                                 | Stephan Rabitsch                               | Markus Hoelgaard                               |
| 2020                                             | annullata per la Pandemia di COVID-19          | annullata per la Pandemia di COVID-19          | annullata per la Pandemia di COVID-19          |
| 2021                                             | Alexis Guérin                                  | Riccardo Zoidl                                 | Michal Schlegel                                |
| 2022                                             | Rainer Kepplinger                              | Alexis Guérin                                  | Johannes Staune-Mittet                         |
| 2023                                             | Luca Vergallito                                | Óscar Cabedo                                   | Martin Messner                                 |
| 2024                                             | Adrien Maire                                   | Riccardo Zoidl                                 | Aaron Dockx                                    |
| 2025                                             | Edgar David Cadena                             | Jannis Peter                                   | Mattia Gaffuri                                 |